# Castello di Langeais

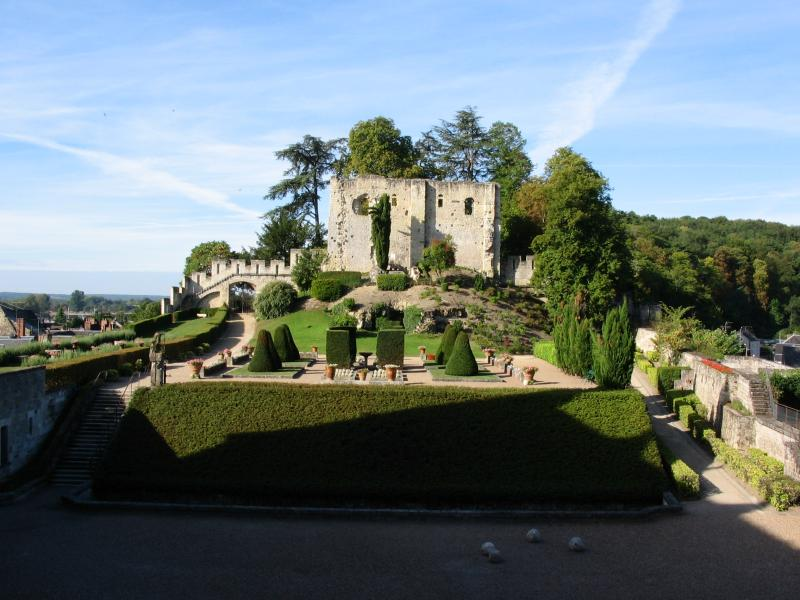
La fortezza

Il castello di Langeais /lɑ̃ˈʒɛ/, situato a Langeais, dipartimento dell'Indre e Loira nella regione del Centro fu originariamente costruito come una fortezza nel X secolo da Folco III Nerra o "il Nero".
Durante il regno dei Plantageneti, il castello fu espanso e fortificato da Riccardo I d'Inghilterra. Riconquistato da Filippo II di Francia, fu praticamente distrutto dagli inglesi durante la Guerra dei cent'anni.
Attorno al 1465, Luigi XI di Francia fece ricostruire il castello rendendolo quello che oggi è uno dei migliori esempi di architettura tardo-medioevale.
La sala principale del castello ospitò il matrimonio tra Carlo VIII di Francia e Anna di Bretagna. La quindicenne duchessa Anna, infelice per via dell'arrangiamento politico dell'unione, arrivò al matrimonio con il suo entourage che trasportava due letti.
Nel 1886, Jacques Siegfried comprò il castello e iniziò un programma di ristrutturazione.
Il castello è oggi aperto al pubblico.